# Каса Лома
Каса Лома (ісп. Casa Loma, в перекладі з іспанської — будинок на пагорбі) — неоготична замкова садиба, розміщена на пагорбі Давенпорт, на висоті 152 м н.р.м., у місті Торонто, в Канаді. Маєток Каса Лома побудований у 1911—1914 роках сером Генрі Пелатом.

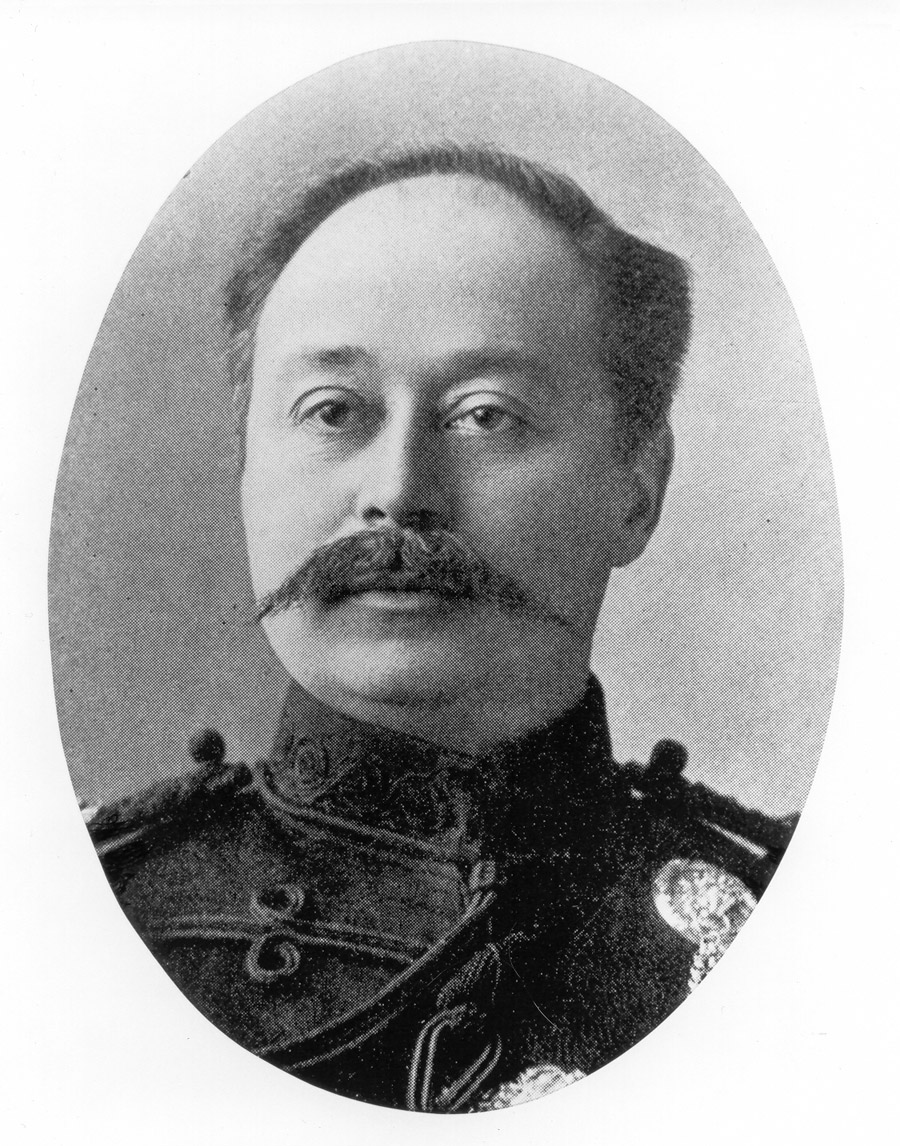
Сер Генрі Пелат

«Замок», який зараз є музеєм, оточений садом, конюшнями, у ньому є ліфт, таємні переходи та боулінг. Ексцентричний мільярдер Генрі Міл Пелат намагався побудувати замок подібний до замку Балморал у Шотландії.
Власник вілли сер Генрі Міл Пелат був промисловцем, фінансистом і солдатом на службі британської корони. Він належав до підрозділу Канадських особистих карабінерів королеви, а король Едуард VII надав йому лицарство. У 1910 році сер Генрі відправив за свій рахунок весь полк, 600 солдатів, на маневри до Англії. Однак через деякий час фортуна відвернулася від нього. Війна і спричинений нею економічний спад похитнули фінансовий стан сера Пелата. Податки на нерухомість зросли з $ 600 на рік до $ 1000 на місяць. Це, а також дуже високі витрати на технічне обслуговування зробили Пелата неплатоспроможним. У 1923 року він був змушений продати замок з молотка.

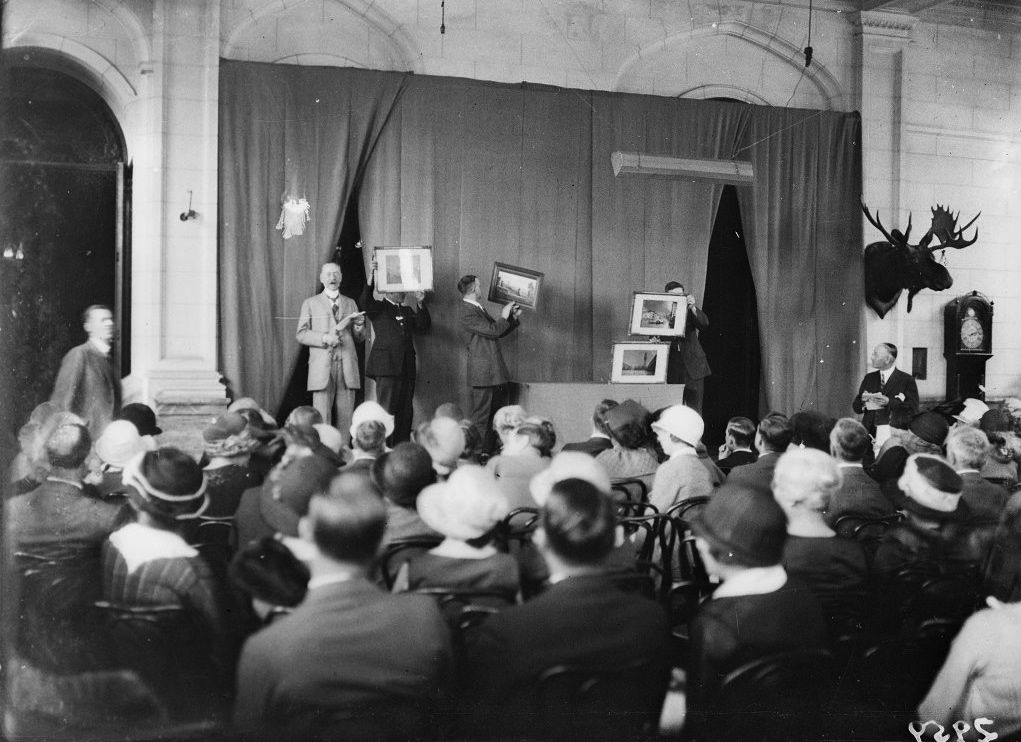
Розпродаж на «аукціоні століття» 23 червня 1924 року

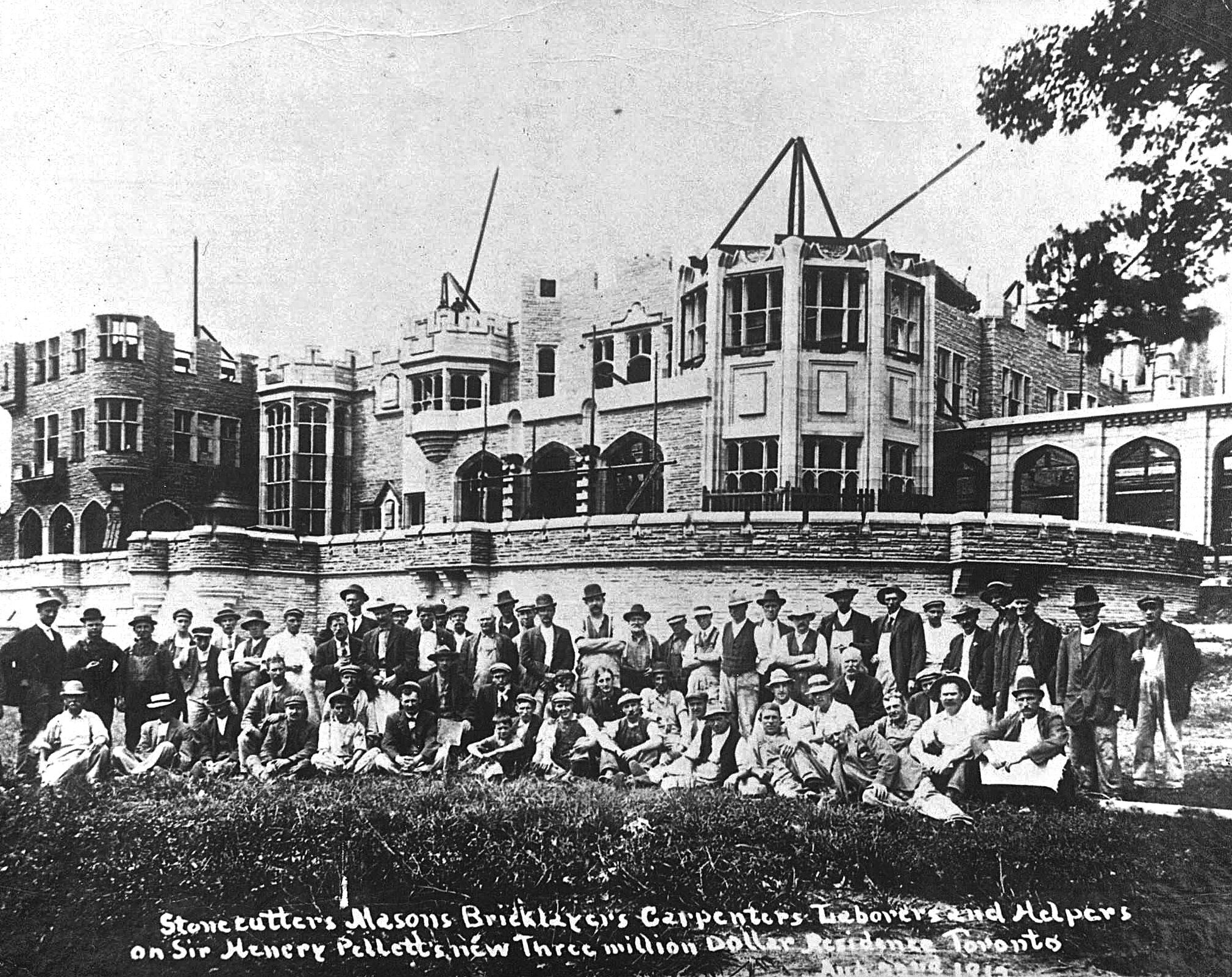
Будівництво замку. 1912

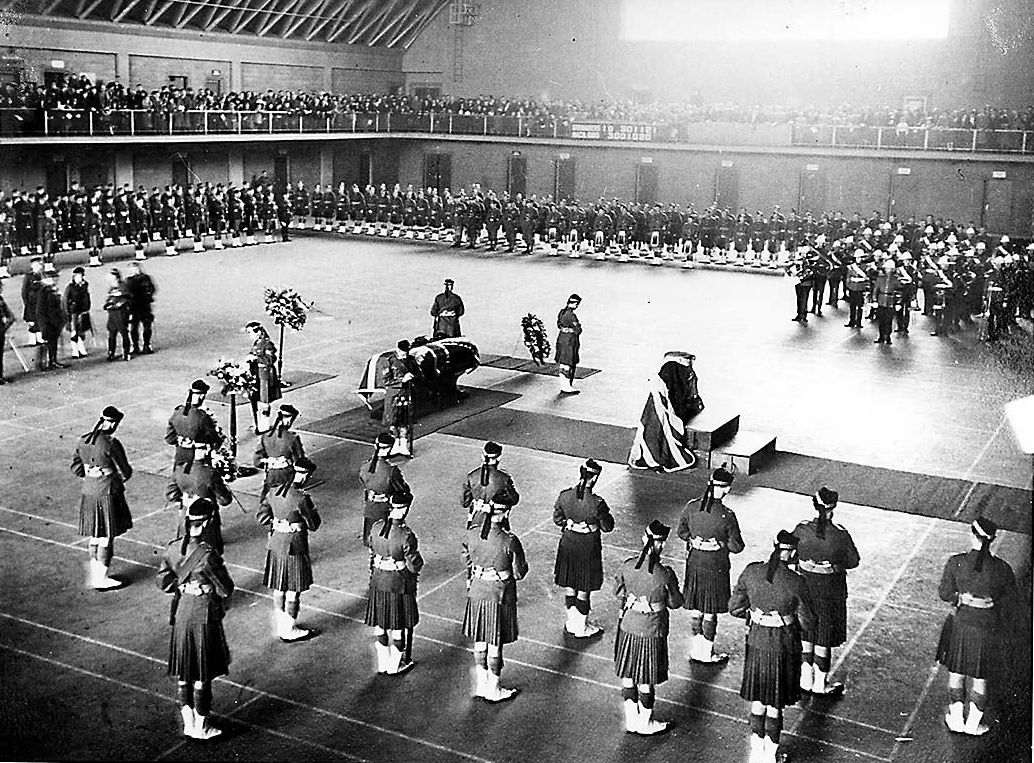
Похорон сера Генрі Пелата. 1939

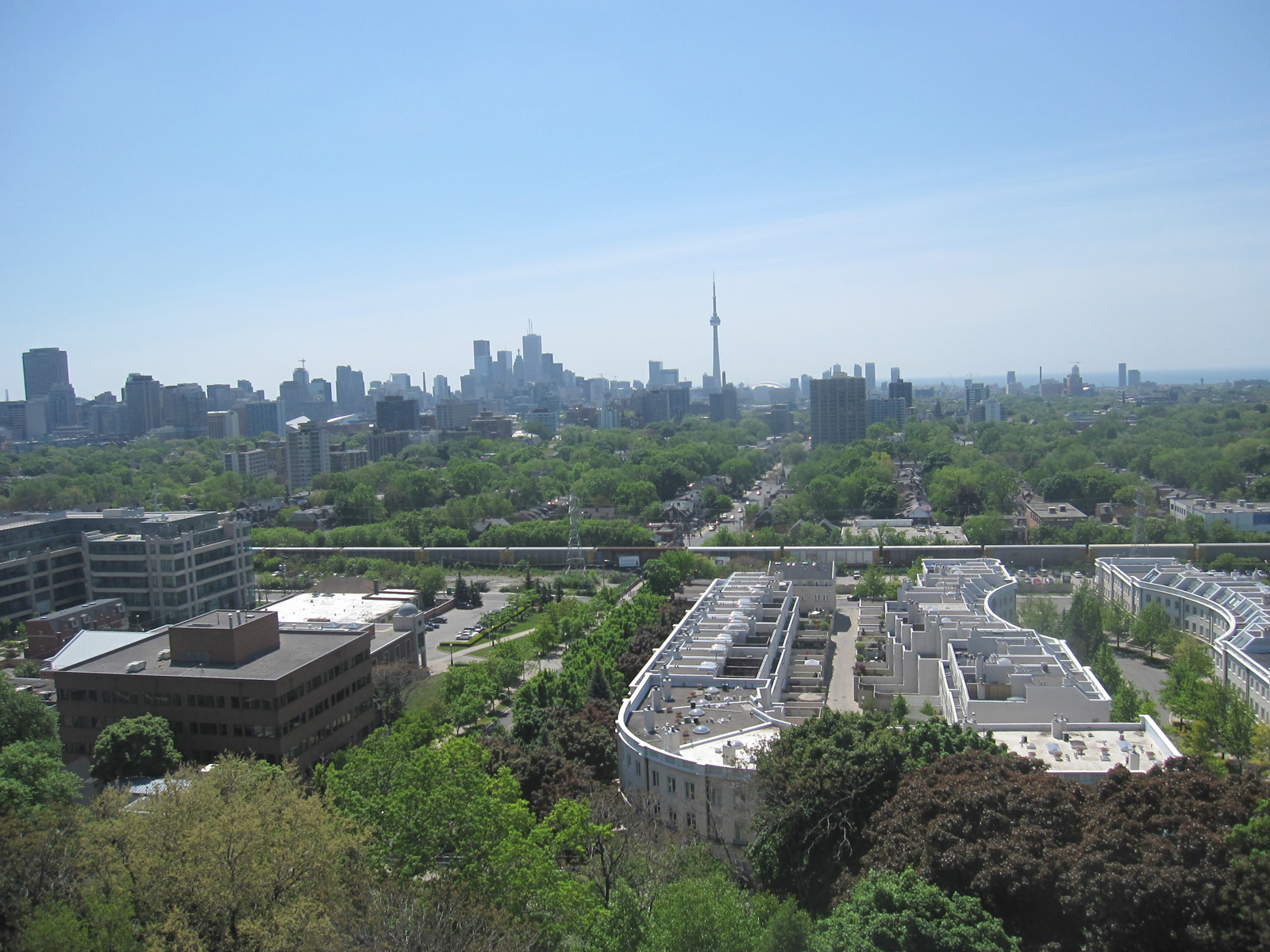
Центр Торонто з вежі Каси Ломи. 2009

На будівництві цього будинку, що коштувало 3,5 млн доларів, за проектом архітектора Едварда Джеймса Ленокса протягом 3 років працювало 300 людей. Каса Лома має 98 кімнат, які розміщені на 3 поверхах і вежах, та підземну частину, з сумарною площею 6011 м². У 1914 році вона була найбільшою резиденцією в Канаді. Незважаючи на свій старовинний зовнішній вигляд замок мав сучасне, на той час, технічне оснащення. Він міг похвалитися електричним освітленням, центральним порохотягом, 40 телефонами, системами опалення та охолодження та ліфтом.
У 1937 році замок був відкритий для широкої публіки як музей.
Каса Лома є улюбленим місцем для представників кіноіндустрії. Тут знімали такі фільми: «Дивне вариво» (1983), «Люди Ікс» (2000), «Чикаго» (2002), «Смокінг» (2002), «Лиса нянька» (2005), «Занадто смикається» (2007), «Скотт Пілігрим проти світу» (2010) та «Сховище 13» (2013).

## Галерея
|         |
| Квітник |

|              |
| Замок взимку |

|        |
| Фонтан |

|                  |
| Спальня королеви |

|         |
| Їдальня |

|                |
| Музичний салон |

|             |
| Дубовий зал |

|                     |
| Вітальня леді Пелат |

|                                                  |
| Кругла кімната з заокругленими вікнами і дверима |

|                              |
| Авто фірми Максвел 1910 року |

|                           |
| Авто фірми Форд 1914 року |

|                           |
| Авто фірми Форд 1922 року |